# Goleń

Odnóże pająka: goleń oznaczona cyfrą 5

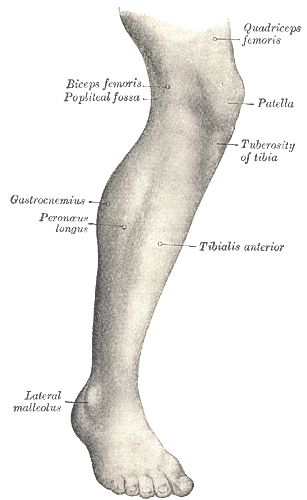
Goleń (podudzie) prawej nogi człowieka

Goleń – element anatomiczny odnóża lub kończyny położony przed stopą lub piętką, a za udem lub rzepką.

## Stawonogi
U stawonogów goleń jest formą karpopoditu i wchodzi w skład telopoditu.

### Pajęczaki
U pajęczaków goleń (łac. tibia) to piąty segment odnóży położony pomiędzy rzepką (patella) a nadstopiem (metatarsus).

### Kikutnice
U kikutnic goleń znajduje się między rzepką (patella) a stopą (tarsus).

### Wije
U wijów goleń leży między udem (femora) a stopą (tarsus).

### Owady
U owadów goleń (łac. tibia) to czwarty segment odnóży położony pomiędzy udem (femur) i stopą (tarsus). Typowa goleń owada to smukły segment, nieco tylko krótszy od uda lub uda z krętarzem włącznie. Proksymalna jej część formuje mniej lub bardziej wyraźną główkę zgiętą ku udu.
Goleń może być zlana ze stopą, tworząc stopogoleń (tibiotarsus).
Mięśnie goleni mają duże znaczenie u prostoskrzydłych, u których zajmują prawie całą jamę uda i wytwarzają siłę potrzebną do oddania skoku.

## Kręgowce
Goleń lub podudzie (łac. tibia) to odcinek kończyny miednicznej między stawem skokowym górnym i kolanem. U ssaków szkielet goleni stanowi kość piszczelowa i kość strzałkowa. Przy zgiętym stawie kolanowym może obracać się w bok bądź do wewnątrz dzięki łąkotkom.